# Maelbeek

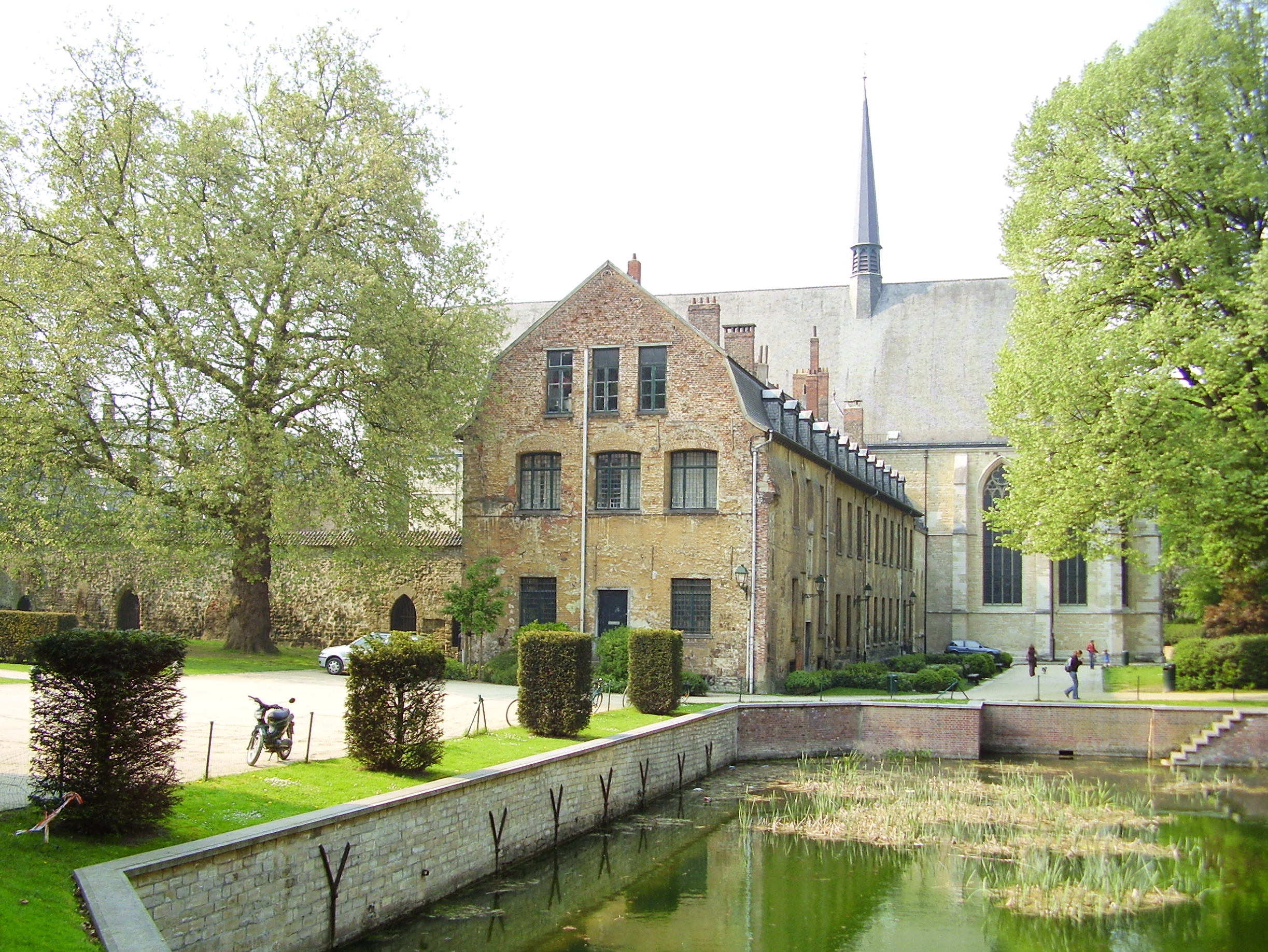
Sorgente all'Abbazia della Cambre

Il Maelbeek (in olandese Maalbeek) era un modesto ruscello che scorreva a sud di Bruxelles, 
nel territorio degli attuali comuni di Ixelles, di Etterbeek, di Saint-Josse-ten-Noode e di Schaerbeek. 
Il Maelbeek è un affluente della Senne.
Dopo la sua sorgente, situata all'abbazia della Cambre, si riversava a cielo aperto tra i prati dove incontrava diversi stagni. Mulini e botteghe erano sorti sulle sue rive. 
Il bacino del Maelbeek è caratterizzato da pendenze molto forti, che provocano delle piene violente. Dopo la creazione di diversi quartieri, il ruscello, divenuto torrenziale durante i temporali, provocò delle inondazioni compromettendo la pubblica salute, 
e fu quindi canalizzato in un acquedotto.